# 天野慶
天野 慶（あまの けい、1979年10月19日 - ）は歌人。「短歌人」所属。東京都三鷹市出身。
日常における様々な“言葉にならない思い”を言葉にする現代歌人。繊細な感性と力強い表現力で、新しい時代の短歌をつくり続けている。近年は百人一首関連の著書が多い。

## 経歴
東京都立小金井北高等学校に在学していた頃から高校生詩のコンクール、中新田現代詩未来賞、俳句甲子園、大伴家持大賞などに投稿し、入選・受賞している。当時の高校の物理教諭に米村でんじろうがいた。武蔵野女子大学短期大学部文科国文専攻在学中に高瀬一誌の導きで「短歌人」に入会。
毎日新聞 Women interactive カモミールにて連載されている、短歌+イラストの動画配信サービス「テノヒラタンカ」に参加。歌集に『短歌のキブン』。
「歌集喫茶うたたね」を不定期で企画・運営している。そのほか、イラストレーターのはまのゆからとの動画コラボレーション「こどものとき」（小学館 webきらら）や「赤ちゃんが欲しい」（主婦の友社）で連載を有している。また、少年少女に短歌の魅力を伝えるため、世田谷文学館のジュニア文学館という企画で「にほんごのおもしろさ ウタノタネを蒔こう」というワークショップを行っている。NHKラジオ第1「夜はぷちぷちケータイ短歌」にも定期的に出演した。その後、ラジオ深夜便にも出演している。
『続・詩歌の待ち伏せ』（著・北村薫）に『短歌のキブン』中から歌が掲載される。ポプラ社の総合文芸誌「asta（アスタ）」2008年3月号に氏との対談が掲載。同年2月、ポプラ社から短歌案内本『ウタノタネ―だれでも歌人、どこでも短歌』を出版。また、『北村薫の創作表現講義』では演習；天野慶にインタビューするという項が収録された。
2009年より「NHK短歌」のコーナー「ジセダイタンカ」の編集を担当。

## 著作
- テノヒラタンカ―ぎゅっと大切な言葉を、あなたの手のひらへ（天道なお、脇川飛鳥共著、オフィスサンサーラ、2002年） ISBN 978-4872337020
- 短歌のキブン（第1歌集、ディスカヴァー・トゥエンティワン、2003年） ISBN 978-4887592360
- ウタノタネ―だれでも歌人、どこでも短歌（ポプラ社、2008年） ISBN 978-4591101827
- はじめての百人一首（幻冬舎エデュケーショナル、2011年） ISBN 978-4344975828
- だめだめママだめ！（絵本、絵：はまのゆか、ほるぷ出版、2011年） ISBN 978-4593560813
- 百人一首 百うたがたり（幻冬舎エデュケーショナル、2013年）ISBN 978-4344976528
- 国語であそぼう！(5)百人一首・短歌・俳句（佐々木瑞枝監修、ポプラ社、2013年）ISBN 978-4591132593
- エピソードでおぼえる！　百人一首おけいこ帖（絵：睦月ムンク、朝日学生新聞社、2013年）ISBN 978-4907150136
- 歌集 つぎの物語がはじまるまで（六花書林、2016年）ISBN 978-4907891220